# Els segadors (drama històric)

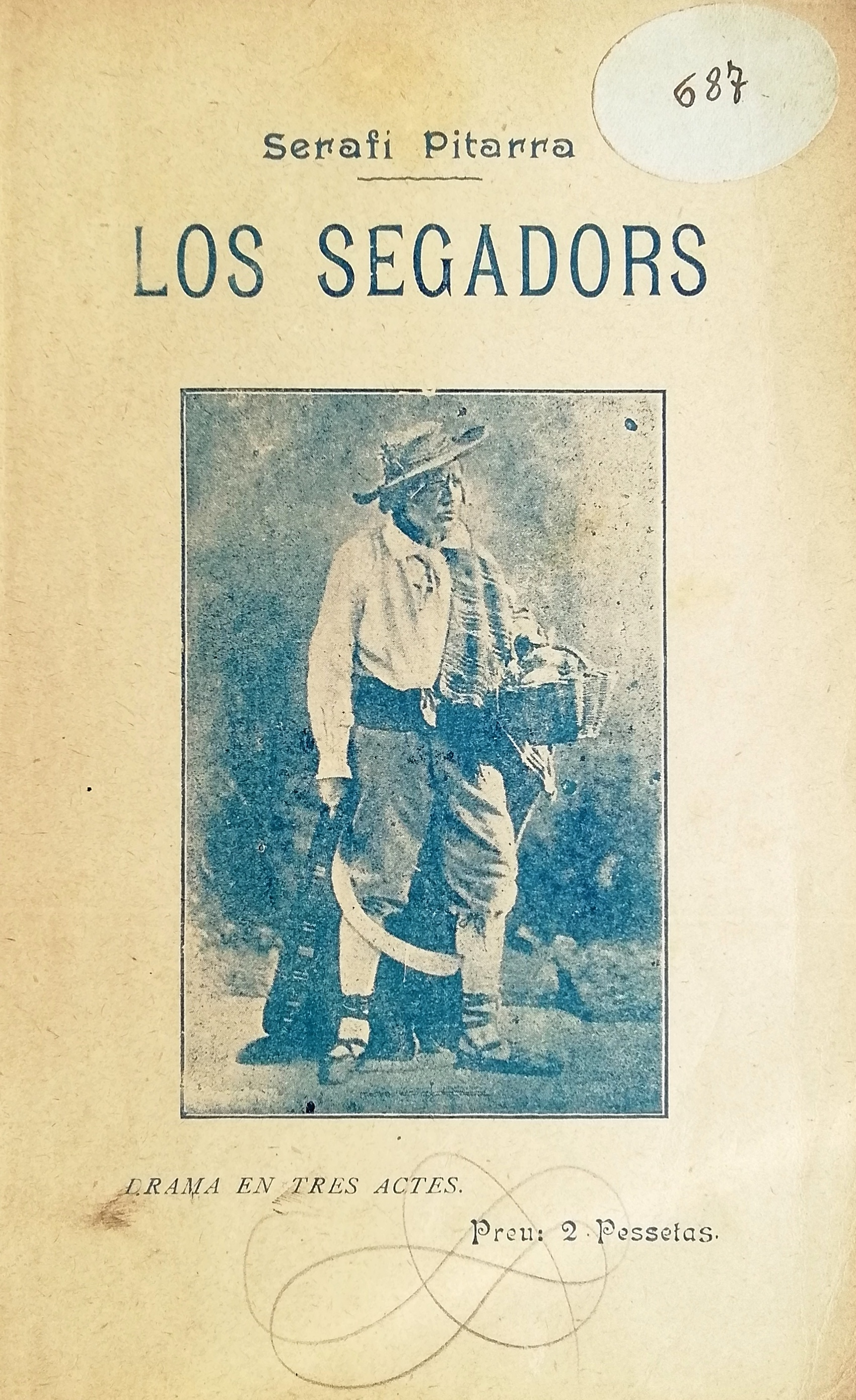
Los Segadors de Serafí Pitarra, obra teatral en vers estrenada l'any 1876 al teatre Romea. Llibre publicat a Barcelona l'any 1907 al setmanari La Escena Catalana

Els segadors és un drama històric en tres actes i en vers, original de Frederic Soler, estrenat al teatre Romea de Barcelona, la nit del 19 d'octubre de 1876.
El primer acte transcórrer a una muntanya de Catalunya, el segon a Barcelona, i el tercer acte succeeix al peu de Montjuïc.

## Repartiment de l'estrena
- Laieta: Mercè Abella.
- Cornet: Rosa Cazurro.
- Roc Guinart: Joaquim García-Parreño.
- Gem: Iscle Soler.
- Don Enric: Miquel Llimona.
- El marquès d'Alexar: Hermenegild Goula.
- El baró de Gualba: Joaquim Pinós.
- El comte de Rocamora: Ramon Valls.
- Ciutadà 1: Bonaventura Serra.
- Ciutadà 2: Emili Casas.
- Segador 1: Miquel Riva.
- Segador 2: Joan Comas.
- Soldats, bandolers, ciutadans, segadors.